# Un vrai petit ange (film)
Pour plus de détails, voir Fiche technique et Distribution.
 Un vrai petit ange (Undercover Angel) est un téléfilm de 1999 écrit et dirigé par Bryan Michael Stoller. C'est une comédie romantique jouée par Yasmine Bleeth et Dean Winters.

## Histoire
Harrison (Dean Winters) est un écrivain freelance qui devient baby-sitter forcé d'une petite fille de six ans, Jenny (Emily Mae Young), quand sa mère, Melissa (Lorraine Ansell), une de ces anciennes petites amies qu'il n'a pas vu depuis longtemps, lui demande de la garder car elle doit quitter la ville quelques semaines.
Harrison n'est au départ pas très emballé, mais il commence à s'attacher petit à petit à Jenny. La petite Jenny décide que Harrison a besoin d'une petite amie et joue les entremetteuses avec Harrison et Holly (Yasmine Bleeth), une belle femme qui vient souvent au même café qu'eux.

## Fiche technique
- Titre : Undercover Angel
- Réalisation : Bryan Michael Stoller]
- Scénario : Bryan Michael Stoller
- Production : Stellar Entertainment Inc
- Origine :  États-Unis
- Durée : 96 min
- Format : couleurs

## Distribution
- Yasmine Bleeth : Holly Anderson
- Dean Winters : Harrison Tyler
- Emily Mae Young : Jenny Morrison
- James Earl Jones : le juge
- Casey Kasem : lui-même
- Lorraine Ansell : Melissa Morrison
- Richard Eden : Fred

- David L. McCallum : Dan O'Donnel
- Don Quiring : Sullivan
- Carherine Knight : Mme Stevens
- Leslie Rohonoczy : Beth la réceptionniste
- Carole Stoller : Mme Olend
- Malcolm Younger : Bob
- Rob Goyette : Robbie
- Carmen : sténographe
- Cory Sanford : Bystander
- Colin Brennan : un garçon au T-shirt violet

## Production
- La plus grande partie des scènes ont été tournées à Ottawa (Canada) en juillet et août 1998. Certaines ont été tournées au restaurant Canal Ritz, au Minigolf Thunderbird, au Go-Karts, à la cour suprême du Canada.
- Une scène filmée avec Jim Varney, a été annulée à cause de l'agent de Yasmine Bleethe qui refuse de l'autoriser à jouer dans le même film que lui.
- Le Citoyen d'Ottawa est une pub bonus du film.